# 埼玉県道76号鴻巣川島線

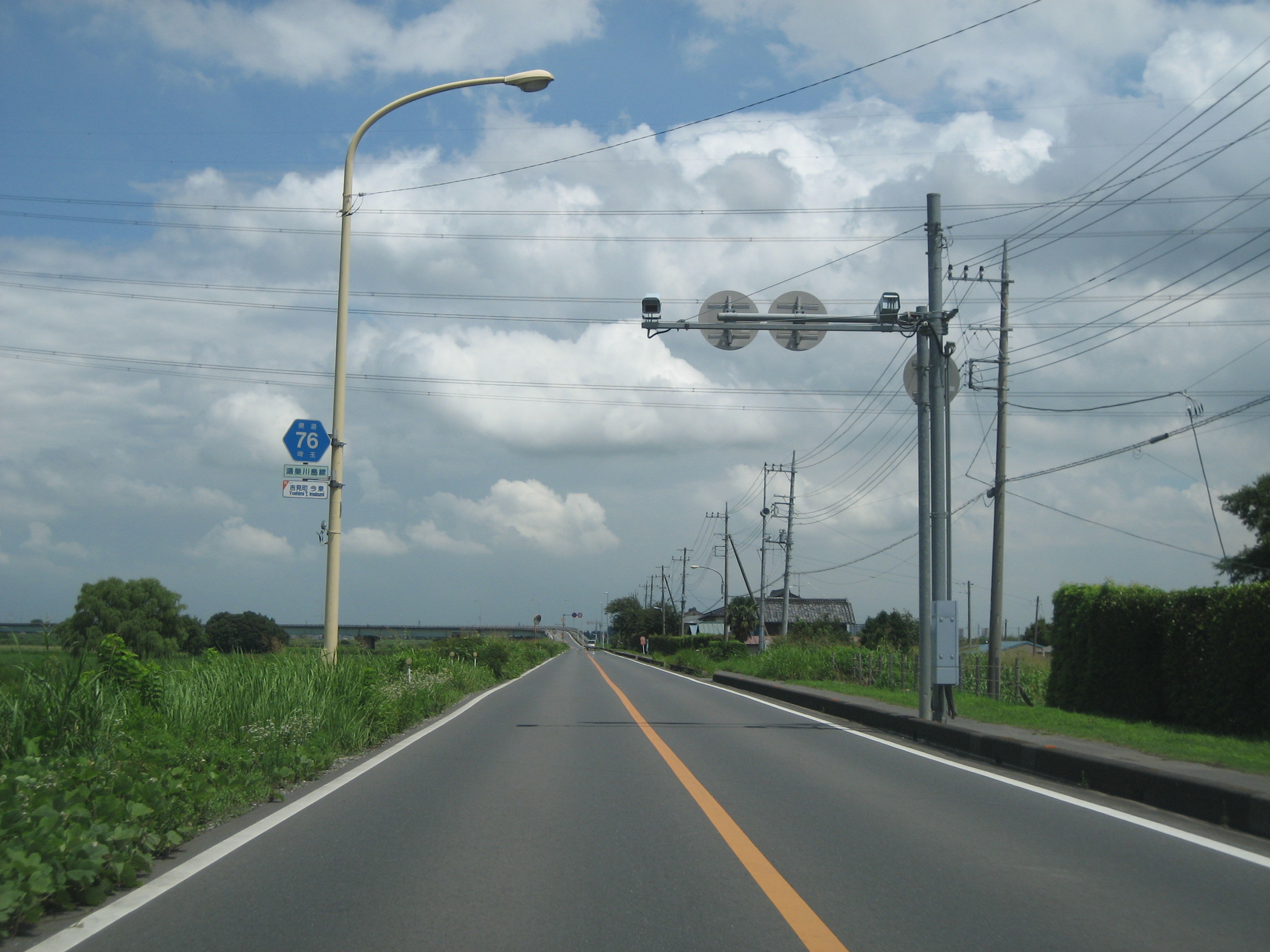
比企郡吉見町今泉付近

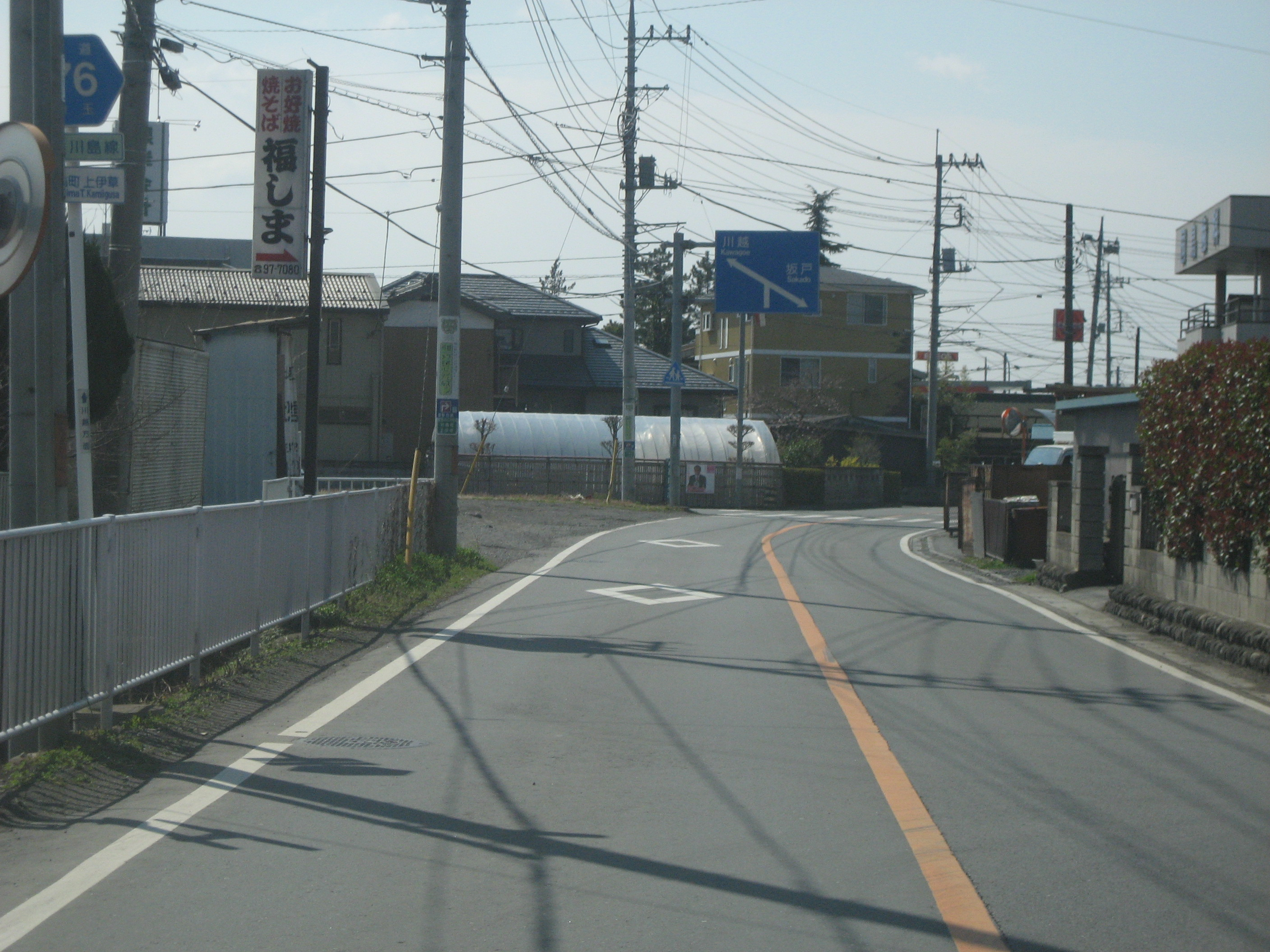
比企郡川島町伊草付近

埼玉県道76号鴻巣川島線（さいたまけんどう76ごう こうのすかわじません）は、埼玉県鴻巣市箕田から比企郡川島町伊草に至る県道（主要地方道）である。

## 概要
以前は鴻巣市三ツ木交差点から宮前交差点までの区間が県道として指定されていたが、2015年10月2日に区域から除外され、鴻巣市箕田南交差点が起点となった。鴻巣市箕田地区においてJR高崎線と平面交差しており、さらにその前後の区間は車1台が通れる程度の幅員しかなく、線路西側の区間については拡幅工事が行われ片側1車線化された。さらにこの狭隘区間を解消するための、高崎線との立体交差方式について地元の調整がつかないまま長期間経過していたが、2024年3月21日にオーバーパス方式で整備されることが発表された。
また、比企郡吉見町古名・古名新田地内にも狭隘区間が残されている上、途中に幅2メートルのブロックがある。その他の区間は片側1車線で整備されている。

## 通過する自治体
- 埼玉県
  - 鴻巣市 - 比企郡吉見町 - 比企郡川島町

## 交差する道路
- 国道17号（鴻巣市 - 箕田南交差点）
- 埼玉県道365号鎌塚鴻巣線（鴻巣市 - 宮前交差点）
- 埼玉県道271号今泉東松山線（比企郡吉見町今泉）
- 埼玉県道155号さいたま武蔵丘陵森林公園自転車道線（吉見町今泉-丸貫間、荒川堤防上で並行）
- 埼玉県道27号東松山鴻巣線（比企郡吉見町古名）
- 埼玉県道33号東松山桶川線（比企郡吉見町荒子 - 衛生研究所入口交差点）
- 埼玉県道74号日高川島線（比企郡川島町上八ツ林 - 上八ツ林交差点）
- 埼玉県道339号平沼中老袋線（比企郡川島町平沼 - 消防組合前交差点）
- 国道254号（比企郡川島町 - 上井草交差点）
- 埼玉県道269号上伊草坂戸線（比企郡川島町上井草 - 伊草小学校入口交差点）
- 国道254号（比企郡川島町 - 落合橋北詰交差点）

## 交差する鉄道路線、おもな河川
- JR高崎線（鴻巣駅 - 北鴻巣駅間）
- 足立北部排水路（鴻巣市、本田橋）
- 荒川（鴻巣市・比企郡吉見町、糠田橋）
- 台山排水路（比企郡吉見町、寺家谷橋）
- 市野川（比企郡吉見町・川島町、徒歩橋）

## 沿線の主な施設
- 宮登神社
- 関東自動車大学校
- 聖泉寺
- 糠田運動公園
- 吉見総合運動公園
- 吉見町立東第一小学校
- 埼玉県企業局吉見浄水場
- 川越地区消防局川島消防署
- 川島町立伊草小学校